# ريتشل يانغ
ريتشل يانغ (بالإنجليزية: Rachel Yang)‏ هي منافسة ألعاب القوى سنغافورية، ولدت في 28 فبراير 1982 في سنغافورة.

## وصلات خارجية
- ريتشل يانغ على موقع الاتحاد الدولي لألعاب القوى (الإنجليزية)